# Presagis
Presagis est un éditeur de logiciels COTS dans le domaine de la modélisation 3D, simulation, et des interfaces homme-machine (IHM) embarquées. La société vend ses logiciels à des clients principalement dans les secteurs de l'aéronautique, de la défense, et de l'automotive.

## Histoire
Presagis a été fondée après l'acquisition par CAE de trois sociétés: Engenuity Technologies, MultiGen-Paradigm, et TERREX.   Ces sociétés ont légué à Presagis leurs marques phares telles que Creator, STAGE, Terra Vista, VAPS et Vega Prime, ainsi que des standards communément adoptés par l'industrie comme OpenFlight et TerraPage.

## Technologies
Les technologies de Presagis sont utilisées par des sociétés telles que Boeing, Lockheed Martin, Airbus, Saab, BAE Systems, CAE, Thales, et Northrop Grumman.
Presagis développe des technologies pour la création de contenu, le développement d'applications de visualisation, de simulation et de systèmes graphiques embarqués.

## Produits
Presagis propose des logiciels COTS pour le développement d'application de modélisation et simulation, ainsi que des interfaces graphiques embarquées. Ces logiciels sont par exemple STAGE, Creator, Terra Vista, Vega Prime, et VAPS XT.

### Logiciels de création de contenu
- Creator : creation de contenu 3D temps réel pour une utilisation dans des simulations visuelles et urbaines ;
- Terra Vista : production de bases de données de terrain corrélées pour des applications visuelles, capteurs, et SAF/CGF.

### Logiciels de visualisation
- Vega Prime : création et déploiement d'applications de visualisation, de simulation visuelle ;

### Logiciels de simulation
- STAGE : développement de scénarios incluant le positionnement d'entités, la création de routes et de points de navigation, et l'assignation de tâches ou plans de vol ;
- FlightSIM / HeliSIM : modèle de vol reconfigurable à 6 degrés de liberté, pour la création de simulation de vol (PC) pour des véhicules avec aile fixe ou en rotation ;

### Logiciels pour les applications graphiques embarquées
Outils d'IHM et de modélisation graphique pour les systèmes embarqués :
- VAPS XT : un outil de modélisation d'IHM, flexible, en C++ orienté objet. Le module ARINC 661 permet le développement d'applications ARINC 661 ;
- VAPS XT-178 :  la version de VAPS XT certifiable selon la norme DO-178B, incluant ARINC 661 DO-178B ;
- VAPS QCG : un générateur de code certifiable DO-178 pour les applications VAPS.

Pilotes graphiques embarqués :
- SeaWind :  Pilotes pour un large panel de plateformes embarquées ;
- SeaWind-178 :  Pilotes certifiable DO-178B.